# Enel (One Piece)
Enel (エネル) er en fiktiv fjende fra mangaen One Piece.

## Personlighed
Enel tænker på sig selv som en usynlig gud. Han tror, at han er et udødeligt og guddommeligt væsen, som kan gøre, tage eller destruere hvad, der passer ham. Derfor virker han frygtløs, barnlig og ligeglad med verden. Han har en meget afslappet livsstil og når han ikke udfører sine gudepligter overfor Skypias beboere, sover og spiser han i sit hjem, mens han bliver plejet af smukke kvinder. Denne attitude gælder også i hans kampe, hvor han ikke engang er seriøs, men i stedet slapper han af, nyder sin overlegenhed og ydmyger modstanderen. I sin kamp mod Kamakiri faldt han ovenikøbet i søvn midt i kampen for at bevise sin udødelighed.
Enel er helt ligeglad med andre liv end sit eget og har ingen moral – han ser det som en gudepligt at udslette Skypia. Han er kort sagt komplet sindssyg, hvilket især kan ses, da han tager af sted til Månen i tro om, at det er Guds land. Før Ruffy dukkede op blev han også betragtet som en gud med sine djævlekræfter og sit mantra. Men så begyndte Ruffy at få fordelen i den første kamp mod ham og herfra undgik Enel enhver ny konfrontation med Ruffy så godt, han kunne og opfører sig næsten kujonagtigt.
Tilsyneladende ved Enel også lidt om mekanik og teknologi. Han designede sin flyvende ark Maxim og kender den ind og ud; han kan også reparere den, hvis der skulle ske skade på den. Samtidig designede han en masse angrebs- og forsvarssystemer på arken.

## Historie
Seks år før han overtog Skypia destruerede Enel sin hjemø Birka for at vise sine kræfter. Derefter smed han og hans loyale håndlangere Skypias nuværende hersker, Gun Fall, af tronen og blev øens nye hersker. Skypias hersker var altid blevet kaldt en gud, men Enel tog denne titel alt for konkret. Fornemmelsen af fred og paradis i Skypia var nu falsk. Hvis man turde tale dårligt om Enel eller prøve at gøre oprør, ville han sende et gigantisk lyn ned fra himlen for at eliminere oprøreren. Derudover tvang han Gun Falls tidligere underordnede til at bygge ham et massiv, flyvende skib kaldet Maxim.

### Stråhattene ankommer
Da Stråhattene ankom til Skypia var Enel parat til at udføre sin plan om at sende Skypia tilbage til jorden. Derudover tog han fordel af den allerede voldsomme krig med Skypias indbyggere og Upper Yards oprindelige beboere, Shandianerne. Hans store kamp, som han kaldte overlevelsesspillet, skulle vise, hvilke personer i disse to grupper samt blandt Stråhattene og hans egne underordnede, som var værdige til at tage med ham til Guds eget land, Den vide verden. I starten af kampen forudså Enel, at der ville være 5 overlevende til sidst (inklusive ham selv). Det så også ud til, at han fik ret, da han besejrede Gun Fall og dermed kun var 5 krigere tilbage at se. Desværre kunne hans mantra ikke spore endnu en kriger, der var slugt af en anakonda: Monkey D. Ruffy.
Den lange kamp mellem Ruffy (hvis krop er af gummi) og Enel var meget lige pga. gummis immunitet overfor elektricitet. Enel fik Ruffy væk i kort tid ved at lægge en gigantisk guldkugle om hans højre arm og smide ham af skibet. Varmen fra denne lynpåvirkede kugle var ved at brænde Ruffy, mens dens vægt holdt ham nede på jorden. Derefter fortsatte Enel med sin plan om at udslette Skypia. Han bruger sin stærkeste teknik Raigoh, en massive tordenskykugle, og destruerer en af øerne i Skypia. Derefter skaber en endnu større tordenskykugle og sigter mod Upper Yard.
Med hjælp fra Nami når Ruffy tilbage op i himlen for endeligt at besejre Enel. Først sigter han efter Raigoh'en og skaber en ny teknik med sin guldkugle, Gum-Gum Gyldne Pæoner, mens han svinger guldkuglen med al sin kraft. Dette får tordenskyen til at opsamle elektriciteten fra guldet og forsvinde. Nu hvor denne trussel er borte, går Ruffy efter Enel.
Enel bliver rasende og forvandler sig en gigantisk tordengud. Nu er han sindssygt farlig og består kun af elektricitet. Men lynene skader stadig ikke Ruffy og han hæver sin arm helt op i himlen, hvorefter han bruger et nyt angreb, Gum-Gum-Guldriffel. Dette slag er alt for hurtigt til, at selv Enel kan undvige det. Med en stor trykbølge smadrer Ruffy guldkuglen ind i Enel og slår ham ind i den gyldne klokke, hvilket får den til at ringe og signalerer Enels død og krigens ende.
Senere afsløres det dog, at Enel har overlevet og rejser mod Den vide verden i Maxim.

## Evner
Han har sine kræfter fra Tordenfrugten, en logia-frugt. Det lader ham bruge forskellige elektriske angreb og lynangreb. Ved hjælp af Maxim kan disse angreb nemt destruere en hel ø. Derudover er det meget svært at dræbe ham, da han udover sine logia-kræfter kan genstarte sit hjerte med elektricitet.